# Каранджи, Джиа
Джи́а Мари́ Кара́нджи(англ. Gia Marie Carangi; 29 января 1960 года,  Филадельфия, Пенсильвания, США — 18 ноября 1986 года,  Филадельфия, Пенсильвания, США) — американская модель, секс-символ конца 1980-х годов, одна из первых супермоделей в мире. 
Каранджи появлялась на обложках модных журналов, включая многочисленные издания Vogue и Cosmopolitan, а также в рекламных кампаниях таких модных домов, как Armani, Christian Dior, Versace и Yves Saint Laurent.

## Детство
Джиа Каранджи родилась 29 января 1960 года, в пригороде Филадельфии, в семье италоамериканца Джозефа Каранджи и американки с ирландскими и валлийскими корнями Кэтлин Каранджи (урожд. Адамс). Отец владел небольшой сетью закусочных, в которых Джиа подрабатывала. Воспитанием девочки занималась мать. Когда Джиа исполнилось 11 лет, мать оставила семью, из-за чего в последующие годы Джиа страдала от нехватки внимания со стороны родителей. В 17 лет Каранджи переехала в Нью-Йорк, где достаточно быстро добилась успеха в качестве модели.
Позже брат Джиа, Майкл Каранджи, скажет, что решение отпустить Джиа в Нью-Йорк одну было самой большой ошибкой их семьи.

## Карьера
Близкие Джиа вспоминают, что она хотела стать моделью всегда, так как была уверена в том, что именно это — её дело. По словам близких, Джиа точно знала, что может добиться успеха в модельном бизнесе. Поэтому она достаточно легко приняла решение переехать в Нью-Йорк. Тем не менее, сама Джиа говорила: «Я просто никогда не хотела стать моделью, это никогда не было моей мечтой, я как бы увлеклась этим». Мать Джиа навещала её в Нью-Йорке так часто, как могла. Иногда только лишь для того, чтобы привести жильё дочери в порядок. Но всё же, бо́льшую часть времени Джиа находилась в одиночестве.
В Нью-Йорке Джиа попала под покровительство бывшей модели Вильгельмины Купер, владевшей модельным агентством «Вильгельмина». Первые три месяца Каранджи выполняла небольшие заказы, однако быстро перешла в разряд наиболее востребованных моделей тех лет. Фотограф Артур Элгорт, с которым она работала во время фотосессии для «Bloomingdale's», познакомил её с именитыми фотографами — Франческо Скавулло, Марко Главиано и Ричардом Аведоном, что стало для Каранджи началом карьеры супермодели.
Джиа было тесно в рамках служебных обязанностей модели. Она пробовала заниматься чем-то вне модельного бизнеса, но не могла найти для этого достаточно времени в своём плотном графике.
Джиа стала знаменитой не столько благодаря нетипичной для фотомодели внешности (в те времена в модельном бизнесе были востребованы блондинки), но в первую очередь из-за её умения вживаться в абсолютно разные образы.
В октябре 1978 года, после фотосессии для журнала «Vogue», фотограф Крис фон Вангейнхайм попросил Каранджи сделать несколько снимков в обнажённом виде. Также в фотосессии, по просьбе фотографа, приняла участие визажистка Сэнди Линтер. Фотографии обнаженной Джиа, стоящей за проволочной сеткой, стали одними из самых скандальных для тех времён. К концу года она появилась уже в нескольких журналах, включая американский «Vogue».
В 1979 году в течение пяти месяцев Джиа появлялась на обложках британского, французского и американского «Vogue», а также дважды на обложке американского «Cosmopolitan». Вторую обложку «Cosmopolitan», где Каранджи позировала в жёлтом купальнике греческого стиля, назвали лучшей за всю карьеру Джиа. Фигура Каранджи считалась чувственной, она контрастировала с застенчивыми моделями её времени.
Став достаточно известной, Джиа могла позволить себе не соглашаться на те рабочие предложения, которые ей не нравились. Порой она не соглашалась на фотосессии только потому, что ей не нравилась предлагаемая прическа.
В разгар своей карьеры, она также снялась в клипе "Atomic" группы  Blondie.

## Личная жизнь
Несмотря на свой успех, Джиа оставалась одинокой, её личная жизнь не складывалась. У неё был узкий круг общения — визажистка Сэнди Линтер, модели Джулия Фостер и Дженис Дикинсон, и редкие знакомые из Филадельфии.
В личной жизни Каранджи была известна своими лесбийскими наклонностями, которые она никогда не скрывала. Близкие вспоминают, что интерес к девушкам Джиа начала проявлять уже в 14 лет. Причём мужчины её не интересовали никогда.
Джиа пыталась найти любимого человека, однако ей казалось, что всем, кто завязывал с ней отношения, она была нужна только для денег и секса. В поиске постоянных отношений Джиа легко влюблялась в людей, с которыми только что познакомилась. Она чувствовала себя одиноко и постоянно нуждалась в том, чтобы кто-нибудь был рядом.
Коллега и подруга Джиа, модель Джулия Фостер, в интервью телепередаче «Настоящие голливудские истории» вспоминает, как однажды ночью Джиа пришла к ней домой. Оказалось, что Джиа просто захотелось, чтобы её кто-нибудь обнял.

## Наркотическая зависимость
С появлением первых значительных заработков Каранджи стала завсегдатаем самых модных клубов Нью-Йорка. Особенно часто она посещала легендарное заведение «Студия 54», которое известно своими свободными нравами. Постепенно Джиа начала принимать наркотики: сначала «для отдыха» она стала принимать кокаин, потом — весной 1980 года, после смерти наставницы Вильгельмины Купер, — Каранджи, пытаясь избавиться от стресса, перешла на героин.

### Начало проблем с работой
После двух лет успешной карьеры, когда Джиа получала более 100 000 долларов в год (в 1980 году Купер пророчила Каранджи заработок свыше 500 000$ в год), она начала постепенно исчезать из мира моды.
Фотографы стали понимать, что импульсивное поведение Джиа на съёмочных площадках было результатом употребления наркотиков, и поэтому всё неохотнее принимали предложения её агентов на работу в фотосессиях с участием Каранджи.
По словам фотографа Франческо Скавулло, все, кто работал с Джиа, знали о её наркотической зависимости. Однако никто не считал нужным поговорить с ней об этом. Каранджи была настолько востребованной моделью, что могла себе позволить вести себя как угодно.
Фотограф Майкл Тайг говорит, что на употребление наркотиков моделями действовал негласный запрет. Но в случае с Джиа всё было иначе. Она позволяла себе не только опаздывать на фотосессии, не являться вовсе, но и употреблять героин в студии. Первое время фотографы старались не обращать на это внимания ради возможности поработать с Каранджи.
В течение нескольких месяцев все деньги, заработанные в модельном бизнесе, Джиа тратила на наркотики. В самом своём начале зависимость Каранджи от наркотиков не мешала ей работать и оставаться востребованной моделью. Летом 1980 года Джиа снялась для обложек «Vogue» и «Cosmopolitan». Однако работа над фотосессиями с участием Каранджи начала сопровождаться непредсказуемыми истериками, немотивированными капризами модели, а иногда она просто засыпала перед камерой.
Потребность Джиа в регулярном приёме героина стала перевешивать желание и силы Каранджи работать перед камерой. Она употребляла почти четыре дозы наркотика одновременно. Все попытки близких прекратить это, повлияв на Джиа, заканчивались ничем.
В журнале «Vogue» за ноябрь 1980 года стало весьма заметно, насколько серьёзно Каранджи зависит от наркотиков — на фотографиях были хорошо видны следы уколов на руке (чтобы их скрыть, фото были подвергнуты обработке).
В ноябре 1980 года Джиа ушла из агентства «Вильгельмина» и подписала контракт с Эйлин Форд. Но Форд не позволяла Каранджи вести себя так, как она привыкла, и после трёх недель работы её понизили. В феврале 1981 года Джиа приостановила работу, надеясь вернуть жизнь в нормальное русло.

### Попытки избавления от наркотической зависимости
Будучи утомлённой и истощённой наркотической зависимостью, Каранджи записалась на программу по реабилитации в филадельфийской клинике для алкоголиков и наркоманов. Той же зимой она начинает отношения с Рошель — 20-летней студенткой, употреблявшей героин, зависимость которой была ещё более тяжёлой. По словам Майкла Каранджи, однажды Рошель предложила попробовать наркотики и ему, но он отказался.
Под влиянием Рошель наркотическая зависимость Джиа усиливалась. Весной 1981 года Каранджи была арестована за вождение автомобиля в нетрезвом состоянии. Позже она была поймана, когда пыталась украсть деньги из дома матери. В июне 1981 года Джиа оставила дом мамы и снова записалась на программу по реабилитации. Но попытка вылечиться была сорвана новостью о том, что её близкий друг, фотограф Крис фон Вангейнхайм, погиб в автокатастрофе. Для Каранджи это стало очередным поводом для того, чтобы начать принимать наркотики. Она заперлась в ванной и провела несколько часов в наркотическом бреду.
В конце 1981 года Джиа снова начала борьбу с наркотиками. Исхудавшая Каранджи начала прибавлять в весе. Джиа была настроена на выздоровление и хотела вернуться в Нью-Йорк. В начале 1982 года Каранджи снялась для обложки «Cosmopolitan». По мнению фотографа Франческо Скавулло, это должна была быть её лучшая обложка. Эта же обложка стала для Джиа последней.

### Попытки вернуть прежний успех
Весной 1982 года, продолжая делать попытки возвращения былого успеха, Каранджи поменяла своё агентство на два других — «Форд» и «Элит». В конце концов Джиа удалось связаться с агентом Моник Пиллард.
По словам Пиллард, при встрече с Каранджи она откровенно призналась ей, что слышала о поведении Джиа много плохого, но готова попробовать с ней поработать. Во время этой встречи Пиллард попросила Каранджи, которая была одета в длинную рубашку, показать руки. Но Джиа в резкой форме ей отказала, вскрикнув: «Вам нужна я или мои руки?»
Несмотря на потенциальный риск, связанный с пристрастием Каранджи к наркотикам, Пиллард подписала договор с Джиа, которая упорно старалась доказать скептикам, что она не зря вернулась в Нью-Йорк.
Однако, по словам фотографа Франческо Скавулло, как бы он ни старался, но работа с Каранджи уже не шла так гладко, как раньше. Джиа растеряла свой талант, свой магнетизм. Её фотосессии уже не получались такими яркими и запоминающимися, как это было раньше. Руки Джиа во время съемок были заложены назад, чтобы скрыть следы уколов. Впрочем, Скавулло отрицает это мнение, говоря, что Каранджи сидела в таком положении, чтобы скрыть лишний вес, который она набрала при лечении.
В 1982 году Каранджи снялась на «Эй-Би-Си» в телепередаче «20 на 20 — истории о супермоделях». Она утверждала, что не употребляет наркотики, но её поведение в кадре говорило об обратном. Позже, пытаясь сдержать поведение Джиа в разумных рамках, Моник Пиллард пыталась контролировать расходы Каранджи и не допускать того, чтобы она тратила деньги на наркотики, однако у неё ничего не вышло.
Со временем спрос на услуги Джиа прошёл, предложений работать больше не поступало. Фотографы больше не хотели иметь дело с неадекватно ведущей себя моделью.
Моник Пиллард вспоминает случай, когда Джиа работала в одной из нью-йоркских студий. Фотограф позвонил ей и потребовал, чтобы Пиллард приехала и забрала Каранджи, в противном случае пригрозив выкинуть её из студии. Оказалось, что, будучи в состоянии наркотического опьянения, Каранджи заснула перед камерой и обожгла себе грудь сигаретой.
Весной 1983 года модельная карьера Джиа была окончательно завершена. Во время работы над фотосессией в Северной Африке её в очередной раз застали за употреблением наркотиков. Каранджи заставили собрать вещи и вернуться домой.

## Последние годы
В мае того же года Джиа была необходима операция на руке из-за того, что она колола себя в одном и том же месте, что привело к инфекции.
Джиа переехала в Атлантик-Сити, где жила в квартире с Рошель. По словам лучшей подруги Каранджи, Карен Караза, когда она встретила Джиа в Атлантик-Сити, то не узнала её. Особенно изменился голос — он стал резким и неприятным. Мать Джиа, Кэтлин Каранджи, вспоминает, что после переезда дочери в Атлантик-Сити стала чувствовать, что Джиа может умереть в любой момент, или пытаясь достать денег на наркотики, или ввязываясь в разные неприятности.
К декабрю 1983 года из-за пагубного влияния наркотиков Каранджи окончательно забросила попытки вернуться в модельный бизнес и стала стремительно терять связь с реальным миром. После давления со стороны семьи Джиа опять записалась на программу реабилитации в клинику «Иглвилл». Каранджи объявила себя банкротом, жила на пособие по безработице. В клинике пациент по имени Роб Фей стал для неё близким другом.
По его словам, в этот период для Джиа, которая и без того всегда ощущала себя одинокой, стало особенно важно чувствовать, что рядом есть кто-то близкий по духу.
После шести месяцев лечения, в мае 1984 года, Каранджи покинула клинику и уехала в пригород Филадельфии. Она работала продавцом джинсов и кассиром в местном универсаме. Пошла на курсы в колледж, и у неё даже появился интерес к фотографии и кино. Однако в августе того же года Джиа исчезла.
Каранджи возвратилась в Атлантик-Сити летом 1985 года. Зависимость от наркотиков вернулась и более того — усилилась. Джиа увеличила дозу. Прежние объёмы потребления уже не оказывали желаемого эффекта, потребность в увеличении дозы возрастала. Денег на наркотики не хватало всё острее, и в конце концов ради возможности купить очередную дозу Каранджи занялась проституцией. Несколько раз она была изнасилована.

## Смерть
В 1986 году Джиа слегла с признаками пневмонии, и мать сразу отвезла её в больницу. Как оказалось, за время своей наркотической зависимости Каранджи пережила три передозировки. После многолетнего употребления наркотиков на руке Джиа образовался заметный нарыв, её спина покрылась язвами.
После обследования ей поставили диагноз — СПИД. Когда состояние Джиа ухудшилось, её перевели в одну из больниц Филадельфии. Там в течение нескольких месяцев у Джиа было то, о чём она мечтала с детства, — постоянное внимание матери. Кэтлин Каранджи никому не позволяла входить в палату и посещать дочь. Многие просто не знали, что Каранджи серьёзно больна. Одним из тех, кому позволялось её навещать, был Роб Фей. По словам близких, мать сделала всё для того, чтобы палата Каранджи напоминала ей дом. На какое-то время эмоциональное состояние Джиа улучшилось: в больнице она стала религиозной и даже прикрепила на двери своей палаты изображение Иисуса Христа.
В какой-то момент у Джиа возникло желание снять сюжет для детей, в котором она хотела рассказать о том, до чего могут довести наркотики, и о том, что этому соблазну нужно противостоять изо всех сил. Однако осуществить свой замысел Джиа не смогла — настолько быстро ухудшалось её физическое состояние.
В октябре, за четыре недели до смерти, Каранджи была помещена в отдельную палату. Её тело покрылось многочисленными язвами. По словам матери, Джиа за несколько дней до своей смерти почувствовала близкий уход, и между ними состоялся откровенный разговор. Как вспоминает Роб Фей, непосредственно перед смертью состояние Каранджи настолько ухудшилось, что она уже не могла говорить.
18 ноября 1986 года Джиа Каранджи умерла. Болезнь сильно повлияла на её физическое состояние — фактически, тело Джиа начало разлагаться ещё при жизни. Когда санитары перемещали труп Джиа на каталку, чтобы отвезти в морг, часть кожи со спины Джиа просто отвалилась. СПИД настолько изуродовал тело Каранджи, что распорядитель похорон рекомендовал хоронить её в закрытом гробу. 21 ноября 1986 года родственники и друзья были приглашены на панихиду по Каранджи. Она была погребена в Фестервилле, штат Пенсильвания.
Мир моды ещё долго не знал о том, что знаменитая когда-то супермодель умерла. Большинство знакомых Джиа только через год узнали о её смерти. Похороны прошли предельно незаметно и были немноголюдными — ведь то обстоятельство, что Каранджи скончалась от СПИДа, стало бы позором для её семьи.
Джиа Каранджи стала первой американской знаменитостью из числа женщин, умерших от СПИДа.

## Влияние
Влияние Джиа Каранджи на мир моды уникально. Она была одной из первых супермоделей в мире, являясь предшественницей таких звёзд 90-х годов, как Клаудиа Шиффер и Синди Кроуфорд. Из-за схожести с Каранджи, Кроуфорд часто называли Маленькая Джиа. Благодаря Джиа на страницах глянцевых журналов начали появляться не только блондинки, но и шатенки, и даже брюнетки.
История Джиа Каранджи легла в основу фильма «Джиа» c Анджелиной Джоли в главной роли.
Каранджи неоднократно появлялась на обложках журналов мод: американского и французского «Vogue» за апрель 1979 и август 1980 годов, итальянского «Vogue» за январь 1981 года, «Cosmopolitan» с 1979 по 1982 годы.